# Ann Blyth
Ann Marie Blyth (Mount Kisco, 16 agosto 1928) è un'attrice e cantante statunitense.

## Biografia
Nativa di Mount Kisco, New York, debuttò alla radio all'età di cinque anni e, mentre frequentava la Children's Professional School di New York, per tre stagioni cantò presso la San Carlos Opera Company con il nome di "Anne Blyth".
Durante la stagione 1941-1942 partecipò a una tournée con lo spettacolo Watch on the Rhine, che era già stato rappresentato con successo a Broadway e, a Los Angeles, la sua bellezza e le sue qualità canore vennero notate dai talent scout cinematografici, facendole guadagnare, appena quindicenne, un contratto con la casa produttrice Universal Pictures.
Inizialmente destinata a ruoli di ingenua adolescente in musical minori, Ann Blyth all'età di 17 anni ebbe la grande occasione grazie alla scrittura da parte della Warner Brothers per il melodramma Il romanzo di Mildred (1945), in cui interpretò la figlia della protagonista (Joan Crawford). Il ruolo le valse una candidatura all'Oscar alla miglior attrice non protagonista.
Poco dopo la fine delle riprese, la Blyth subì un grave infortunio alla schiena e rimase inattiva per un anno. Scongiurato il rischio di una paralisi, l'attrice riprese gradualmente a recitare in pellicole drammatiche quali Forza bruta (1947), accanto a Burt Lancaster, Pugno di ferro (1947) con Mickey Rooney e Un'altra parte della foresta (1948), prequel di Piccole volpi (1941) di Lillian Hellman, in cui interpretò la volitiva Regina Hubbard. Tra gli altri suoi ruoli drammatici, va ricordato quello di Valerie Carns, la ragazza innocente che viene condannata a morte per omicidio ne La campana del convento (1951).
Con il ruolo di Dorothy Benjamin Caruso nel biografico Il grande Caruso (1951), interpretato accanto al tenore Mario Lanza, Ann Blyth ottenne un contratto con la MGM e interpretò alcuni film musicali quali Il principe studente (1954) e Uno straniero tra gli angeli (1955), nei quali mise a frutto gli studi e le esperienze giovanili di canto.
Nel 1957 chiuse la sua carriera cinematografica con due film biografici, La storia di Buster Keaton (1957) e Quando l'amore è romanzo (1957), accanto a Paul Newman, in cui Blyth vestì i panni della cantante Helen Morgan. Malgrado il suo talento vocale, la Blyth venne doppiata nei numeri cantati da Gogi Grant.
Durante gli anni sessanta lavorò sporadicamente in musical teatrali e allestimenti estivi, dedicandosi prevalentemente alla televisione, con apparizioni nelle serie Carovane verso il West (1959-1963), Ai confini della realtà (1964), Quincy (1979-1983) e La signora in giallo (1985).

## Vita privata
Sposatasi nel 1953 con il medico James McNulty, la Blyth ha avuto cinque figli, Timothy Patrick (1954), Maureen Ann (1955), Kathleen Mary (1957), Terence Grady (1960) e Eileen Alana (1963).

## Filmografia

### Cinema
- Chip Off the Old Block, regia di Charles Lamont (1944)
- The Merry Monahans, regia di Charles Lamont (1944)
- Babes on Swing Street, regia di Edward C. Lilley (1944)
- Due gambe...un milione! (Bowery to Broadway), regia di Charles Lamont (1944)
- Il romanzo di Mildred (Mildred Pierce), regia di Michael Curtiz (1945)
- Una celebre canaglia (Swell Guy), regia di Frank Tuttle (1946)
- Forza bruta (Brute Force), regia di Jules Dassin (1947)
- Pugno di ferro (Killer McCoy), regia di Roy Rowland (1947)
- Il sorriso della Gioconda (A Woman's Vengeance), regia di Zoltán Korda (1948)
- Un'altra parte della foresta (Another Part of the Forest), regia di Michael Gordon (1948)
- Il signore e la sirena (Mr. Peabody and the Mermaid), regia di Irving Pichel (1948)
- Figlio del delitto (Red Canyon), regia di George Sherman (1949)
- La pietra dello scandalo (Top o' the Morning), regia di David Miller (1949)
- Gli ultimi giorni di uno scapolo (Once More, My Darling), regia di Robert Montgomery (1949)
- Quella meravigliosa invenzione (Free for All), regia di Charles Barton (1949)
- Noi che ci amiamo (Our Very Own), regia di David Miller (1950)
- Katie Did It, regia di Frederick de Cordova (1950)
- Il grande Caruso (The Great Caruso), regia di Richard Thorpe (1951)
- La campana del convento (Thunder on the Hill), regia di Douglas Sirk (1951)
- La calata dei mongoli (The Golden Horde), regia di George Sherman (1951)
- La grande passione (The House in the Square), regia di Roy Ward Baker (1951)
- Non vi dimenticherò mai (I'll Never Forget You), regia di Roy Ward Baker (1951)
- Il mondo nelle mie braccia (The World in His Arms), regia di Raoul Walsh (1952)
- Sally e i parenti picchiatelli (Sally and Saint Anne), regia di Rudolph Maté (1952)
- Operazione Z (One Minute to Zero), regia di Tay Garnett (1952)
- I fratelli senza paura (All the Brothers Were Valiant), regia di Richard Thorpe (1953)
- Rose Marie, regia di Mervyn LeRoy (1954)
- Il principe studente (The Student Prince), regia di Richard Thorpe (1954)
- Il ladro del re (The King's Thief), regia di Robert Z. Leonard (1955)
- Uno straniero tra gli angeli (Kismet), regia di Vincente Minnelli (1955)
- I diffamatori (Slander), regia di Roy Rowland (1957)
- La storia di Buster Keaton (The Buster Keaton Story), regia di Sidney Sheldon (1957)
- Quando l'amore è romanzo (The Helen Morgan Story), regia di Michael Curtiz (1957)

### Televisione
- Lux Video Theatre – serie TV, episodio 4x19 (1954)
- June Allyson Show (The DuPont Show with June Allyson) – serie TV, episodio 1x14 (1959)
- The Dick Powell Show – serie TV, episodio 1x30 (1962)
- Saints and Sinners – serie TV, 1 episodio (1963)
- The Christophers – serie TV (1958-1963)
- Carovane verso il West (Wagon Train) – serie TV, 5 episodi (1959-1963)
- Ai confini della realtà (The Twilight Zone) – serie TV, episodio 5x23 (1964)
- La legge di Burke (Burke's Law) – serie TV, 2 episodi (1964-1965)
- The Crisis – serie TV, 1 episodio (1965)
- Reporter alla ribalta (The Name of the Game) – serie TV, 1 episodio (1969)
- Switch – serie TV, 1 episodio (1975)
- Quincy (Quincy, M.E.) – serie TV, 2 episodi (1979-1983)
- La signora in giallo (Murder, She Wrote) – serie TV, episodio 2x06 (1985)

## Riconoscimenti
- Premio Oscar
  - 1946 – Candidatura alla miglior attrice non protagonista per Il romanzo di Mildred

## Doppiatrici italiane
- Rosetta Calavetta in: Il sorriso della Gioconda, Figlio del delitto, Gli ultimi giorni di uno scapolo, Il grande Caruso, La campana del convento, Sally e i parenti picchiatelli, La storia di Buster Keaton
- Fiorella Betti in: I fratelli senza paura, Rose Marie, Il principe studente, Il ladro del re, Uno straniero tra gli angeli
- Lydia Simoneschi in: Un'altra parte della foresta, Il mondo nelle mie braccia
- Rina Morelli in: Il romanzo di Mildred, La calata dei mongoli
- Renata Marini in: Forza bruta
- Micaela Giustiniani in: Quando l'amore è romanzo
- Marzia Ubaldi in: La signora in giallo